# یونگ بو رام
یونگ بو رام (انگلیسی: Jung Bo-ram؛ زادهٔ ۲۲ ژوئیهٔ ۱۹۹۱) بازیکن فوتبال اهل کره جنوبی است.
وی همچنین در تیم‌های ملی فوتبال South Korea women's national under-17 football team و زنان کره جنوبی بازی کرده‌است.